# Phyllis Dorothy James
Phyllis Dorothy James, baronessa James de Holland Park (títol no heretable), OBE, FRSA, FRSL, més coneguda com a P. D. James (Oxford, 3 d'agost de 1920-Oxford, 27 de novembre de 2014), va ser una escriptora anglesa de novel·la detectivesca.

## Carrera
Va ser educada a l'Escola Superior de Cambridge, per a dones, del 1931 al 1937. La seva primera novel·la és Cover her face (1950), publicada el 1962, en què presenta l'investigador Adam Dalgliesh del New Scotland Yard.
La majoria de les novel·les de P. D. James, amb una prosa clara i precisa, tenen com a teló de fons la burocràcia britànica, com ara el sistema judicial i el de salut, on l'autora, a partir de 1940, va treballar durant dècades. Dos anys després de publicar aquella novel·la, i en morir el seu marit, començà a treballar com a funcionària al Departament Criminal del Ministeri d'Interior britànic, fins que es retirà el 1979. La seva experiència laboral li aporta un coneixement privilegiat que desplega en les seves novel·les. Així, la seva obra Death in holy orders mostra el funcionament intern de la jerarquia eclesiàstica; l'autora és anglicana i patrona de la Payer Book Society. Les novel·les posteriors s'emmarquen en una comunitat tancada d'alguna manera, en una editorial o despatxos d'advocats, una escola religiosa, una illa, o una clínica privada, com en la seva última novel·la. L'agost de 2008 publica al Regne Unit la seva última novel·la del detectiu Adam Dalgliesh.
Morí el 27 de novembre de 2014 al seu domicili d'Oxford (Anglaterra), a l'edat de noranta-quatre anys.

### Adam Dalgliesh
- Cover her face (1962)
- A mind to murder (1963)
- Unnatural causes (1967)
- Shroud for a nightingale (1971)
- The black tower [La torre negra] (1975)
- Death of an expert witness (1977)
- A taste for death [A gust amb la mort] (1986)
- Devices and desires [Intrigues i desitjos] (1989)
- Original sin (1994)
- A certain justice (1997)
- Death in holy orders [Mort al seminari] (2001).
- The murder room (2003)
- The lighthouse (2005)
- The private patient (2008)

### Cordelia Gray
- An unsuitable job for a woman [No és feina de dones] (1972).
- The skull beneath the skin (1982).

### Miscel·lània
- The maul and the pear tree: The Ratcliffe Highway murders, 1811, amb Thomas A. Critchley (1971).
- Innocent blood [Sang innocent] (1980).
- The children of men (1992).
- Time to be in earnest (autobiografia, 2000).
- Death comes to Pemberley (2011).

## Cinema i televisió
A la dècada del 1980 algunes de les novel·les de misteri de P. D. James varen ser adaptades per a televisió al Regne Unit, als EUA i d'altres. El 2003 la BBC adaptà Death in holy orders i The murder room.

## DVD
Les adaptacions següents estan disponibles en DVD al Regne Unit.
- Death in holy orders/The murder room
- Children of Men
- Cover her face
- Unnatural causes
- Original sin
- The black tower
- Death of an expert witness
- A taste for death
- A mind to murder
- Shroud for a nightingale
- A certain justice

## Honors
- Orde de l'Imperi britànic, 1983[4]
- Baronessa, no heretable, James de Holland Park, 1991[4]
- Membre de the Royal Society of Literature
- Membre the Royal Society of Arts
- Presidenta de la Societat d'Autors 1997–
- Doctora en Lletres, Honoris Causa
  - Universitat de Buckingham, 1992
  - Universitat de Hertfordshire, 1994
  - Universitat de Glasgow, 1995
  - Universitat de Durham, 1998
  - Universitat de Portsmouth, 1999
  - Universitat de London, 1993
  - Universitat d'Essex, 1996
- Membre associada del Downing College, Cambridge, 1986; membre honorària, 2000
- Membre honorària 
  - St Hilda's College, Oxford, 1996
  - Girton College, Cambridge, 2000
  - Kellogg College, Oxford
- Premi Internacional Terenci Moix a la trajectòria literària[5]

## Biografies
- Richard B Gidez. P. D. James. Twayne’s English Authors Series, New York: Twayne, 1986.
- Delphine Kresge-Cingal. Perversion et perversité dans les romans à énigme de P. D. James. Lille: Presses du Septentrion, 2001. (Tesi doctoral)
- Norma Siebenheller. P. D. James. New York: Ungar, 1981.